# Gabriel Guàrdia
Gabriel Guàrdia (Manresa?, segle XV - Manresa?, segle xvi) fou un pintor català.
Se li atribueix la taula de Sant Crispí, Sant Anià i Sant Crispinià, patrons del gremi de sabaters, que havia estat a la col·lecció de Lluís Plandiura i Pou i que el 1964 fou adquirida per l'Ajuntament d Barcelona passant a formar part de les col·leccions del Museu d'Història de Barcelona MUHBA. Fins al 2009 se li atribuí l'autoria del retaule de la Trinitat (1501) per a la seu de Manresa, on s'aprecia un estil ja renaixentista però encara molt influït per Jaume Huguet. El gener d'aquesta data es van publicar els documents notarials (contractes de 1506) que proven que el retaule va ser, en realitat, obra d'Antoni Marquès, pintor de Barcelona. L'error prové del fet que Guàrdia va ser l'artista a qui es va encarregar aquest retaules i va signar el contracte d'execució. Per raons desconegudes, no va arribar a fer-ho (per incompliment del contracte o per la seva mort), i va acabar fent-lo, amb un altre programa iconogràfic, Antoni Marquès.